# Miguel Ángel Romero
Miguel Ángel Romero Duarte (n. Rosario, Argentina, 2 de septiembre de 1975) es un exfutbolista Argentino, mediocampista, potencia física y muy dotado técnicamente.

## Clubes
| Club                 | País      | Año       |
| -------------------- | --------- | --------- |
| Argentino de Rosario | Argentina | 1997-1998 |
| Tigre                | Argentina | 1998-1999 |
| Cobreloa             | Chile     | 1999      |
| Everton              | Chile     | 2000      |
| Unión San Felipe     | Chile     | 2000-2002 |
| Colo-Colo            | Chile     | 2003      |
| Rangers              | Chile     | 2003      |
| Coquimbo Unido       | Chile     | 2004-2005 |
| Audax Italiano       | Chile     | 2006-2008 |
| Coquimbo Unido       | Chile     | 2009-2010 |
| Curicó Unido         | Chile     | 2011      |
| Lota Schwager        | Chile     | 2012      |
| Magallanes           | Chile     | 2012-2014 |

- Datos: Q6844942